# Wake Up (chanson de ClariS)
Pour les articles homonymes, voir Wake Up.
Singles de ClariS
Naisho no Hanashi
(2012) Luminous
(2012)
Pistes de Second Story
Halla
(2) Rainy Day
(4)
Wake Up est une chanson pop du duo d'idoles japonaises ClariS, écrite par Mayuko Maruyama. C'est le cinquième single du groupe sorti le 15 août 2012 chez SME Records. La chanson a été utilisée comme générique d'introduction de la série télévisée anime de 2012 Moyashimon Returns. Un clip a été produit pour "Wake Up", dirigé par Junya Morita. Le single a culminé à la 12e place du classement musical hebdomadaire japonais de l'Oricon.

## Composition
"Wake Up" est une chanson synthpop avec l'instrumentation réalisé à partir d'un synthétiseur. Le morceau est réglé sur une mesure de temps commun et défile sur un tempo de 132 battements par minute sur une tonalité de Sol majeur tout au long de la chanson. L'introduction commence avec la musique synthétisée et avance vers le premier couplet avec les chants de ClariS suivis du refrain. Après un pont, ce modèle est répété pour le deuxième couplet et le refrain avec la même musique avec des paroles différentes. Un break est employé pour passer au troisième couplet, immédiatement suivi du refrain servant d'outro. Une coda est employée pour conclure la chanson. 
Selon Clara et Alice, l'auteur-compositrice Mayuko Maruyama a une forte compréhension de l'image de ClariS et a écrit cette chanson pour elles de manière que cela correspondent à leurs sentiments. Lyriquement, Alice la décrit comme une chanson "girly" sur l'excitation qui accompagne sur le fait d'être intéresser par quelqu'un, mais ne sachant pas encore quoi faire. Clara et Alice ont raconté que les paroles font référence à une transition vers un nouveau mode de vie à leur inscription au lycée au début 2012. L'illustration de la couverture comporte un macaron rose avec un fourrage bleu avec "ClariS" marquée dessus; la direction artistique et le design ont été confiés à Tatsuo Murai.

## Sortie et réception
"Wake Up" a été publié dans une édition régulière et une autre limitée, le 15 août 2012, en CD par la SME Records au Japon,. L'édition limitée a été emballée avec un artwork de Moyasimon et est livré avec un DVD contenant le clip de "Wake Up" et du générique d'introduction non-crédité de Moyashimon Returns.
Le single a culminé à la 12e place du classement musical hebdomadaire japonais de l'Oricon, et y resté classé pendant 9 semaines. "Naisho no Hanashi" a débuté et a culminé à la 45e place du Japan Hot 100 de Billboard.

## Vidéoclip
Le clip est entièrement animé et est dirigé par Junya Morita, avec le chara-design de Satomi Higuchi. Il commence par des représentations anime de Clara et Alice et montre les microbes de Moyasimon tout au long de la vidéo. Les microbes sont initialement montrés dansant autour d'un réveil, et les versions chibi de Clara et d'Alice sont également présentées. Cela avance vers les microbes et les filles sur une balançoire, suivis par eux tous flottant dans l'air. La vidéo passe ensuite aux représentations originales de Clara et Alice se produisant sur une scène avec une foule de microbes en arrière-plan. Les versions chibi des filles rejoignent aussi la foule et dansent face à la scène. Le clip se conclut par un cliché des filles avec les microbes autour d'elles.

## Liste des pistes
| 1.    | Wake Up                 | Mayuko Maruyama   | Mayuko Maruyama   | Mayuko Maruyama   | 4:54 |
| 2.    | Nakanai yo (泣かないよ) | Ryōsuke Shigenaga | Ryōsuke Shigenaga | Ryōsuke Shigenaga | 4:24 |
| 3.    | A Moment                | Ion Okumura       | Makoto Sakuma     | Atsushi Yuasa     | 4:52 |
| 4.    | Wake Up (Instrumental)  | Mayuko Maruyama   | Mayuko Maruyama   | Mayuko Maruyama   | 4:13 |
| 17:43 |                         |                   |                   |                   |      |

| Moyasimon édition limitée | Moyasimon édition limitée | Moyasimon édition limitée | Moyasimon édition limitée | Moyasimon édition limitée | Moyasimon édition limitée | Moyasimon édition limitée | Moyasimon édition limitée | Moyasimon édition limitée | Moyasimon édition limitée |
| No                        | Titre                     | Paroles                   | Musique                   | Arrangement               | Durée                     |                           |                           |                           |                           |
| ------------------------- | ------------------------- | ------------------------- | ------------------------- | ------------------------- | ------------------------- | ------------------------- | ------------------------- | ------------------------- | ------------------------- |
| 1.                        | Wake Up                   | Mayuko Maruyama           | Mayuko Maruyama           | Mayuko Maruyama           | 4:54                      |                           |                           |                           |                           |
| 2.                        | Nakanai yo (泣かないよ)   | Ryōsuke Shigenaga         | Ryōsuke Shigenaga         | Ryōsuke Shigenaga         | 4:24                      |                           |                           |                           |                           |
| 3.                        | A Moment                  | Ion Okumura               | Makoto Sakuma             | Atsushi Yuasa             | 4:52                      |                           |                           |                           |                           |
| 4.                        | Wake Up (TV Mix)          | Mayuko Maruyama           | Mayuko Maruyama           | Mayuko Maruyama           | 4:13                      |                           |                           |                           |                           |
| 17:43                     |                           |                           |                           |                           |                           |                           |                           |                           |                           |

| DVD  | DVD                                                                       | DVD   | DVD | DVD | DVD | DVD | DVD | DVD | DVD |
| No   | Titre                                                                     | Durée |     |     |     |     |     |     |     |
| ---- | ------------------------------------------------------------------------- | ----- | --- | --- | --- | --- | --- | --- | --- |
| 1.   | Moyashimon Returns Non-credit OP (もやしもん リターンズ ノンクレジットOP) | 1:33  |     |     |     |     |     |     |     |
| 2.   | Wake Up (Clip)                                                            | 1:31  |     |     |     |     |     |     |     |
| 3:04 |                                                                           |       |     |     |     |     |     |     |     |

## Personnel
| ClariS - Clara – Chant - Alice – Chant Production - Takashi Koiwa – Mixage audio - Yuji Chinone – Mastering - Tatsuo Murai – Design, Direction artistique | Musiciens supplémentaires - Masaomi Shiroishi – Guitare - Hirōmi Shitara – Guitare - Yūto Matsumoto – Basse - Atsushi Yuasa – Basse - Ryōsuke Shigenaga – Synthétiseur |

## Classements
| Classement (2012)          | Meilleure position |
| -------------------------- | ------------------ |
| Japan Hot 100 de Billboard | 45                 |
| Weekly Singles de l'Oricon | 12                 |